# Helena Ryšánková
Helena Ryšánková (n. 19 noiembrie 1992, în Praga) este o handbalistă cehă care joacă pentru clubul slovac Iuventa Michalovce pe postul de intermediar dreapta. Ryšánková este și componentă a echipei naționale a Cehiei.

## Palmares
- Liga Europeană:
  - Turul 3: 2022

- Cupa EHF:
  - Optimi: 2014
  - Turul 3: 2015
  - Turul 2: 2018

- Cupa Challenge:
  -  Câștigătoare: 2013
  - Sfertfinalistă: 2012
  - Optimi: 2016

- Liga Cehă de Handbal:
  - Câștigătoare: 2013, 2014, 2015

## Statistică goluri și pase de gol
Conform Federației Europene de Handbal și Federației Internaționale de Handbal:
| Sezon               | Echipă | Goluri |
| ------------------- | ------ | ------ |
|                     |        |        |
| 2018-19             |        |        |
| CS Minaur Baia Mare | 77     |        |
|                     |        |        |
| 2019-20             |        |        |
| CS Minaur Baia Mare | 19     |        |

| Sezon               | Echipă | Goluri |
| ------------------- | ------ | ------ |
|                     |        |        |
| 2018-19             |        |        |
| CS Minaur Baia Mare | -      |        |
| 2019-20             |        |        |
| CS Minaur Baia Mare | 6      |        |

| Ediția         | Echipă | Goluri | Pase de gol |
| -------------- | ------ | ------ | ----------- |
|                |        |        |             |
| Serbia 2009    |        |        |             |
| Cehia junioare | 12     | 7      |             |

| Ediția        | Echipă | Goluri | Pase de gol |
| ------------- | ------ | ------ | ----------- |
|               |        |        |             |
| Cehia 2012    |        |        |             |
| Cehia tineret | 2      | 5      |             |

| Ediția      | Echipă | Goluri | Pase de gol |
| ----------- | ------ | ------ | ----------- |
|             |        |        |             |
| Suedia 2016 |        |        |             |
| Cehia       | 4      | 8      |             |
|             |        |        |             |
| Franța 2018 |        |        |             |
| Cehia       | 3      | 2      |             |

| Ediția        | Echipă | Goluri | Pase de gol |
| ------------- | ------ | ------ | ----------- |
|               |        |        |             |
| Germania 2017 |        |        |             |
| Cehia         | 19     | 7      |             |

| Sezon              | Echipă | Goluri |
| ------------------ | ------ | ------ |
|                    |        |        |
| 2021-22            |        |        |
| Iuventa Michalovce | 3      |        |

| Sezon                  | Echipă | Goluri |
| ---------------------- | ------ | ------ |
|                        |        |        |
| 2013-14                |        |        |
| DHK Baník Most         | 3      |        |
|                        |        |        |
| 2014-15                |        |        |
| DHK Baník Most         | 8      |        |
|                        |        |        |
| 2017-18                |        |        |
| Cercle Dijon Bourgogne | 9      |        |

| Sezon            | Echipă | Goluri |
| ---------------- | ------ | ------ |
|                  |        |        |
| 2011-12          |        |        |
| DHK Baník Most   | 20     |        |
|                  |        |        |
| 2012-13          |        |        |
| DHK Baník Most   | -      |        |
|                  |        |        |
| 2015-16          |        |        |
| DHC Sokol Poruba | 7      |        |